# Campylopus exasperatus
Campylopus exasperatus là một loài rêu trong họ Dicranaceae. Loài này được Nees & Blume Brid. mô tả khoa học đầu tiên năm 1826.